# Armoiries d'Amérique
Liste des armoiries des États et dépendances des Amériques. 

## États indépendants
| Pays                            | Armoiries | Devise | Article                                      |
| ------------------------------- | --------- | --- | -------------------------------------------- |
| Antigua-et-Barbuda              |           | Each endeavouring, all achieving (anglais) Chacun s'efforçant, tout le monde profitant                                                                          | Armoiries d'Antigua-et-Barbuda               |
| Argentine                       |           | En Unión y Libertad (espagnol) Dans l'union et la liberté | Écu de la République d'Argentine             |
| Bahamas                         |           | Forward Upward Onward Together (anglais) Avancez vers le haut, avancez ensemble                                                                                 | Armoiries des Bahamas                        |
| Barbade                         |           | Pride and Industry (anglais) Fierté et Industrie | Armoiries de la Barbade                      |
| Belize                          |           | Sub umbra floreo (latin) Sous l'ombre, je fleuris | Armoiries du Belize                          |
| Bolivie                         |           | La Unión es la Fuerza (espagnol) L'union fait la force | Armes de la Bolivie                          |
| Brésil                          |           | Ordem e Progresso (portugais) Ordre et Progrès | Armes du Brésil                              |
| Canada                          |           | A mari usque ad mare (latin) D'un océan à l'autre | Armoiries du Canada                          |
| Chili                           |           | Por la razón o la fuerza (espagnol) Par la raison ou la force                                                                                                   | Armoiries du Chili                           |
| Colombie                        |           | Libertad y orden (espagnol) Liberté et ordre | Armoiries de la Colombie                     |
| Costa Rica                      |           | ¡Vivan siempre el trabajo y la paz! (espagnol) Que vivent à jamais le travail et la paix !                                                                      | Armes du Costa Rica                          |
| Cuba                            |           | Patria o muerte, venceremos (espagnol) La patrie ou la mort, nous vaincrons                                                                                     | Armoiries de Cuba                            |
| République dominicaine          |           | Dios, Patria, Libertad (espagnol) Dieu, Patrie, Liberté | Armoiries dominicaines                       |
| Dominique                       |           | Après Bondie C'est La Ter (créole) Après dieu c'est la terre | Armoiries de la Dominique                    |
| Équateur                        |           | Dios, patria y libertad (espagnol) Dieu, patrie et liberté | Armoiries de l'Équateur                      |
| États-Unis                      |           | Traditonnelle : E pluribus unum (latin) De plusieurs un. Officielle : In God We Trust (anglais) En Dieu nous croyons.                                           | Grand sceau des États-Unis d'Amérique        |
| Grenade                         |           | Ever conscious of God we aspire, build and advance as one people (anglais) Toujours conscients de dieu, aspirons à construire et progresser comme un peuple uni | Armoiries de la Grenade                      |
| Guatemala                       |           | Libre, crezca, fecundo (espagnol) Libre, Grand, fructueux | Armoiries du Guatemala                       |
| Guyana                          |           | One People, One Nation, One Destiny (anglais) Un peuple, Une nation, Un destin                                                                                  | Armoiries du Guyana                          |
| Haïti                           |           | L'Union fait la force | Armoiries de Haïti                           |
| Honduras                        |           | Libre, Soberana e Independiente (espagnol)Libre, Souveraine et Indépendante                                                                                     | Armoiries du Honduras                        |
| Jamaïque                        |           | Out of Many, One People (anglais) De plusieurs, un peuple | Armoiries de la Jamaïque                     |
| Mexique                         |           | Aucune | Armes du Mexique                             |
| Nicaragua                       |           | En Dios Confiamos (espagnol)En Dieu nous avons confiance | Armoiries du Nicaragua                       |
| Panamá                          |           | Pro Mundi Beneficio (latin) Pour le bénéfice du monde | Armoiries du Panama                          |
| Paraguay                        |           | Paz y justicia (espagnol) Paix et justice | Armoiries du Paraguay                        |
| Pérou                           |           | Firme y feliz por la unión (espagnol) Fort et heureux par l'union                                                                                               | Armoiries du Pérou                           |
| Saint-Christophe-et-Niévès      |           | Unity in Trinity (anglais) Unité dans la trinité | Armoiries de Saint-Christophe-et-Niévès      |
| Sainte-Lucie                    |           | The Land. The People. The Light (anglais) La terre. Le peuple. La lumière                                                                                       | Armoiries de Sainte-Lucie                    |
| Saint-Vincent-et-les-Grenadines |           | Pax et Justitia (latin) Paix et justice | Armoiries de Saint-Vincent-et-les-Grenadines |
| Salvador                        |           | Dios, Union, Libertad (espagnol) Dieu, Union, Liberté | Armoiries du Salvador                        |
| Suriname                        |           | Justitia Pietas Fides (latin) Justice, Piété, Foi | Armoiries du Suriname                        |
| Trinité-et-Tobago               |           | Together We Aspire, Together We Achieve (anglais) Ensemble nous aspirons, Ensemble nous profitons                                                               | Armoiries de Trinité-et-Tobago               |
| Uruguay                         |           | Libertad o Muerte (espagnol)La liberté ou la mort | Armes de l'Uruguay                           |
| Venezuela                       |           | Dios y Federación (espagnol) Dieu et la fédération | Armoiries du Venezuela                       |

## Territoire dépendants
| Territoire                             | Armoiries | Devise                                                               | Article                                                    |
| -------------------------------------- | --------- | -------------------------------------------------------------------- | ---------------------------------------------------------- |
| Anguilla                               |           | Aucune                                                               | Armoiries d'Anguilla                                       |
| Antilles néerlandaises                 |           | Libertate Unanimus (latin) Unis par la liberté                       | Armoiries des Antilles néerlandaises                       |
| Aruba                                  |           | Aucune                                                               | Armoiries d'Aruba                                          |
| Bermudes                               |           | Aucune                                                               | Armoiries des Bermudes                                     |
| Bonaire                                |           | Aucune                                                               | Armoiries de Bonaire                                       |
| Curaçao                                |           | Aucune                                                               | Armoiries de Curaçao                                       |
| Îles Caïmans                           |           | He hath founded it upon the seas (anglais) Il l'a fondé sur les mers | Armoiries des Îles Caïmans                                 |
| Géorgie du Sud et Îles Sandwich du Sud |           | Leo Terram Propriam Protegat (latin) Le lion protège son territoire  | Armoiries de la Géorgie du Sud-et-les Îles Sandwich du Sud |
| Groenland                              |           | Aucune                                                               | Armoiries du Groenland                                     |
| Guadeloupe                             |           | Aucune                                                               | Armoiries de la Guadeloupe                                 |
| Îles des Saintes (Terre-de-Haut)       |           | Aucune                                                               | Armoiries de Terre-de-Haut (les Saintes)                   |
| Guyane                                 |           | Aucune                                                               | Armoiries de la Guyane                                     |
| Îles Malouines                         |           | Desire the Right (anglais) Désire le juste                           | Armoiries des îles Malouines                               |
| Martinique                             |           | Aucune                                                               | Armoiries de la Martinique                                 |
| Montserrat                             |           | Aucune                                                               | Armoiries de Montserrat                                    |
| Porto Rico                             |           | Joannes Est Nomen Ejus (latin) Jean est son nom                      | Armoiries de Porto Rico                                    |
| Saint-Barthélemy                       |           | Aucune                                                               | Armoiries de Saint-Barthélemy                              |
| Saint-Martin                           |           | Aucune                                                               | Armoiries de Saint-Martin                                  |
| Saint-Pierre-et-Miquelon               |           | A mare labor (latin) Le travail de la mer                            | Armoiries de Saint-Pierre-et-Miquelon                      |
| Saint-Martin                           |           | Aucune                                                               | Armoiries de Saint-Martin (Pays-Bas)                       |
| Îles Turks-et-Caïcos                   |           | Aucune                                                               | Armoiries des Îles Turks-et-Caïcos                         |
| Îles Vierges américaines               |           | Aucune                                                               | Sceau des Îles Vierges américaines                         |
| Îles Vierges britanniques              |           | Aucune                                                               | Armoiries des Îles Vierges britanniques                    |